# كمال الدين الحمصي
كمال الدين الحمصي، هو «أبو منصور المظفر بن علي بن ناصر القرشي» طبيب وعالم سوري من أهل حمص، سكن دمشق وتوفي بها. صنف اختصار كتاب المسائل الحنين لابن إسحاق، الرسالة الكاملة في الأدوية المسهلة، مقالة في الاستسقاء، مقالة في الباه.

## الطب
اشتغل «كمال الدين الحمصي» بصناعة الطب على الشيخ رضي الدين الرحبي في دمشق، وعلى غيره. 
شرع قراءة «كتاب القانون» على الحكيم القاضي «بهاء الدين أبي الثناء محمود بن أبي الفضل منصور بن الحسن بن إسماعيل الطبري المخزومي» لما أتى إلى دمشق، وقرأ عليه في مجال الطب منها علاج الإسهال الدماغي، ثم سافر الشيخ «بهاء الدين» إلى بلد الروم في سنة ثمان وستمائة هجرية.
كان يكره التكسب بصناعة الطب، وكان الملوك وأكثر الأعيان يطلبونه ويستطبونه لما ظهر من علمه، وبان من فضله، وطلبه الملك العادل أبو بكر بن أيوب وغيره ليخدمه ويبقى معه في الصحبة فما فعل، وبقي سنين يتردد إلى البيمارستان الكبير في مدينة دمشق الذي أنشأه الملك العادل نور الدين زنكي، ويعالج المرضى فيه احتساباً، ثم ألزم بعد ذلك بأن قررت له فيه جامكية وجراية، وبقي كذلك إلى أن توفي.

## كتبه
لكمال الدين الحمصي من الكتب:
- مقالة في «الباه»، قال ابن أبي أصيبعة: وهي مستقصاة في فنها.
- شرح بعض كتاب العلل والأعراض لجالينوس.
- الرسالة الكاملة في الأدوية المسهلة.
- اختصار كتاب الحاوي للرازي (لم يتم).
- مقالة في الاستسقاء.
- تعاليق على الكليات من كتاب القانون.
- تعاليق في الطب.
- تعاليق في البول ألفها في أول رجب سنة ثلاث وستمائة.
- اختصار كتاب المسائل لحنين بن إسحاق وقد أجاد فيه.

## الأدب
اشتغل «كمال الدين الحمصي» أيضاً بالأدب، وقرأ على الشيخ تاج الدين الكندي.

## التجارة
كان «كمال الدين الحمصي» محباً للتجارة وأكثر معيشته منها، وكانت له دكان في الخواصين بدمشق يجلس فيها بين تجار دمشق، وكان يكره التكسب بصناعة الطب.

## وفاته
كانت وفاته في دمشق  يوم الثلاثاء تاسع شهر شعبان سنة اثنتي عشرة وستمائة هجرية، الموافق 1215م.